# 吊手岩
吊手岩（英語：Tiu Shau Ngam）是香港一座山峰，位於新界沙田區東部，高588米，屬牛押山西脊，爲香港著名險峰之一，現被劃入馬鞍山郊野公園。

## 路徑
吊手岩有一條由東至西的山脊，亦為該山的主要路徑，連接馬鞍山村燒烤場和牛押山。吊手岩的西脊入口位於馬鞍山家樂徑的最高點的觀景台和涼亭旁。由於山徑並無政府部門維護，漁農自然護理署於入口竪立警告牌。吊手岩西脊植被較少，沖刷較大，山路崎嶇。遊人登上吊手岩後，除了從原路退出之外，還可經牛押山和馬鞍山下走崎嶇路段返回麥理浩徑第四段。
除了主脊之外，吊手岩和牛押山北坡上還有一條俗稱雁谷迷徑的小徑。該小徑經過多條險脊、深壑和石澗，亦是容易迷路的。

## 註腳
1. ↑  . 攀山溯澗. 9月12日. []
2. ↑  . 山鷹. 9月12日  [2010-09-13]. （原始内容存档于2019-10-11）.